# Fladderak
Fladderak (früher auch: Fladderac) ist ein Likör aus der niederländischen Stadt Groningen.

## Name
Der Name „Fladderak“ ist unklaren Ursprungs, wird jedoch oft mit dem Familiennamen eines Steuerbeamten aus dem Dorf Onderdendam bei Bedum verbunden. Da das Produkt traditionell in mehreren Orten der Provinz Groningen erhältlich war, wird dieser Zusammenhang oft angezweifelt. Andere Quellen nennen einen Anthonie van Fladeracken als möglichen Namensgeber, über den jedoch nichts weiter bekannt ist, weshalb auch diese Möglichkeit als unwahrscheinlich gilt. Ebenso fraglich ist der Ursprung aus „flacid arrac“ (etwa: „schlaffes Getränk“), da der Begriff fladderac im Englischen nicht vorkommt.

## Hersteller
Am Anfang des 20. Jahrhunderts gab es mehrere Likörhersteller in diversen niederländischen Provinzen, die Fladderak herstellten, wie z. B. Kooymans, Meder, Kuyper, J.J. Melchers und Coebergh. Mit Stand Ende 2019 wird das Getränk hauptsächlich von der Firma Hooghoudt in der Stadt Groningen unter dem Namen „Hooghoudt Likeur Fladderak“ hergestellt. Deren Familienrezept wird geheim gehalten und datiert aus dem Ende des 19. Jahrhunderts. Auch die Weinhandlung Jos Beeres in Noordbroek verkauft Fladderak unter eigenem Namen.

## Geschichte
Um 1900 wurden etwa 10.000 Liter Fladderak pro Jahr hergestellt. Häufig wurde der Likör zum Jahreswechsel getrunken. Auch in Mixgetränken wurde Fladderak verwendet. Allmählich sank die Nachfrage drastisch, sodass im Juli 1997 lediglich dreizehn Flaschen verkauft wurden. Als die Distillerie Hooghoudt das beabsichtigte Ende der Produktion ankündigte, sollten die letzten Flaschen versteigert werden. Es entstand jedoch Protest in der Groninger Bevölkerung, wodurch das Interesse und die Nachfrage wieder zunahmen, sodass der Hersteller die Produktion weiterführte.